# Medalles del Cercle d'Escriptors Cinematogràfics de 2019
La cerimònia de lliurament de les medalles del Medalles del Cercle d'Escriptors Cinematogràfics de 2019 va tenir lloc el 20 de gener de 2020. És considerada com la 75a edició d'aquestes medalles, atorgades per primera vegada en 1945 pel Cercle d'Escriptors Cinematogràfics (CEC). Els premis tenien per finalitat distingir als professionals, estudiosos i difusors del cinema espanyol i —en menor mesura— del d'altres països pel seu treball durant l'any 2019. La cerimònia es va celebrar al Palacio de la Prensa de Madrid i va ser presentada pels actors Eva Ugarte i Franky Martín.
La gran triomfadora va ser la pel·lícula Dolor y gloria, que va obtenir cinc medalles del total de 10 nominacions amb les que partia al començament de la nit.

## Medalles competitives
Disset de les medalles van ser atorgades pels socis del Cercle d'Escriptors Cinematogràfics. Es va celebrar una primera votació en la qual cada soci podia proposar quatre candidats per a cada categoria d'entre totes les pel·lícules estrenades al llarg de 2019. Els quatre més votats van passar a ser els finalistes o nominats al premi; en algunes categories, alguns més a causa d'empats. Posteriorment es va celebrar una segona votació en la qual els socis podien votar a un d'aquests finalistes per a triar entre ells al guanyador.
| Categoria                | Premiat                                | Labor premiada                         | Finalistes |
| ------------------------ | -------------------------------------- | -------------------------------------- | --- |
| Pel·lícula               | Dolor y gloria                         | Dolor y gloria                         | La trinchera infinita Mientras dure la guerra Intemperie El crack cero |
| Director                 | Pedro Almodóvar                        | Dolor y gloria                         | Alejandro Amenábar, per Mientras dure la guerra Jon Garaño, Aitor Arregi i Jose Mari Goenaga, per La trinchera infinita José Luis Garci, per El crack cero Benito Zambrano, per Intemperie |
| Actriu                   | Marta Nieto                            | Madre                                  | Greta Fernández, per La hija de un ladrón Belén Cuesta, per La trinchera infinita Pilar Castro, per Ventajas de viajar en tren                                                             |
| Actor                    | Antonio Banderas                       | Dolor y gloria                         | Carlos Santos, per El crack cero Antonio de la Torre, per La trinchera infinita Luis Tosar, per Intemperie Karra Elejalde, per Mientras dure la guerra                                     |
| Actriu secundària        | Natalia de Molina                      | Adiós                                  | Julieta Serrano, per Dolor y gloria Penélope Cruz, per Dolor y gloria Mona Martínez, per Adiós                                                                                             |
| Actor secundari          | Eduard Fernández                       | Mientras dure la guerra                | Miguel Ángel Muñoz, per El crack cero Asier Etxeandia, per Dolor y gloria Luis Callejo, per Intemperie                                                                                     |
| Fotografia               | Luis Ángel Pérez                       | El crack cero                          | José Luis Alcaine, per Dolor y gloria Álex Catalán, per Mientras dure la guerra Mauro Herce, per O que arde                                                                                |
| Música                   | Alberto Iglesias                       | Dolor y gloria                         | Arturo Cardelús, per Buñuel en el laberinto de las tortugas Pascal Gaigne, per La trinchera infinita Zeltia Montes, per Adiós                                                              |
| Pel·lícula estrangera    | Gisaengchung                           | Gisaengchung                           | The Irishman Joker Marriage Story |
| Guió original            | Pedro Almodóvar                        | Dolor y gloria                         | Alejandro Amenábar i Alejandro Hernández, per Mientras dure la guerra Luiso Berdejo i Jose Mari Goenaga, per La trinchera infinita Santiago Fillol i Óliver Laxe, per O que arde           |
| Guió adaptat             | Eligio R. Montero i Salvador Simó      | Buñuel en el laberinto de las tortugas | Pablo Remón, Daniel Remón i Benito Zambrano, per Intemperie Javier Gullón, per Ventajas de viajar en tren Rodrigo Sorogoyen i Isabel Peña, per Madre                                       |
| Director revelació       | Salvador Simó                          | Buñuel en el laberinto de las tortugas | Belén Funes, per La hija de un ladrón Santiago Requejo, per Abuelos Galder Gaztelu-Urrutia, per El hoyo                                                                                    |
| Actriu revelació         | Greta Fernández                        | La hija de un ladrón                   | Carmen Arrufat, per La innocència Benedicta Sánchez, per O que arde Elena Andrada, per El viatge de la Marta (Staff Only)                                                                  |
| Actor revelació          | Enric Auquer                           | Quien a hierro mata                    | Nacho Sánchez, per Diecisiete Santi Prego, per Mientras dure la guerra Jaime López, per Intemperie                                                                                         |
| Muntatge                 | Luis de la Madrid i Miguel A. Trudu    | Adiós                                  | Carolina Martínez Urbina, per Mientras dure la guerra Teresa Font, per Dolor y gloria Laurent Dufreche i Raúl López, per La trinchera infinita                                             |
| Llargmetratge documental | El cuadro                              | El cuadro                              | Aute Retrato Regresa el Cepa Ara Malikian: Una vida entre las cuerdas |
| Llargmetratge d'animació | Buñuel en el laberinto de las tortugas | Buñuel en el laberinto de las tortugas | Klaus Elcano y Magallanes, la primera vuelta al mundo |

## Medalles honorífiques
La junta directiva del Cercle d'Escriptors Cinematogràfics va concedir quatre medalles.
| Categoria                             | Premiat                         | Labor premiada                                                          |
| ------------------------------------- | ------------------------------- | ----------------------------------------------------------------------- |
| Labor literària i promoció del cinema | Nieves Peñuelas i Elena Vázquez | Directora i Coordinadora de premsa de cinema en 20th Century Fox España |
| Labor periodística                    | Carlos Pumares                  | Crític cinematogràfic                                                   |
| Medalla d'honor                       | José Sacristán                  | Trajectòria                                                             |
| Medalla de la solidaritat             | Abuelos                         | Pel·lícula                                                              |

## Nominacions i premis per pel·lícula
Pel·lícules nominades als premis competitius:
| Pel·lícula                             | Nominacions | Premis |
| -------------------------------------- | ----------- | ------ |
| Dolor y gloria                         | 10          | 5      |
| Mientras dure la guerra                | 8           | 1      |
| La trinchera infinita                  | 7           | 0      |
| Intemperie                             | 6           | 0      |
| El crack cero                          | 5           | 1      |
| Adiós                                  | 4           | 2      |
| Buñuel en el laberinto de las tortugas | 3           | 2      |
| La hija de un ladrón                   | 3           | 1      |
| O que arde                             | 3           | 0      |
| Ventajas de viajar en tren             | 2           | 0      |
| Madre                                  | 2           | 1      |